# Balin (serie animata)
Balin ("Balin") è una serie TV a cartoni animati spagnola prodotta dalla Neptuno Films. Essa è indirizzata ad un pubblico di bambini in età prescolare e, in Italia, veniva trasmesso per la prima volta su Rai 2 come "intermezzo" tra un cartone e l'altro all'interno dei contenitori Quante storie! e Go-Cart mattina.

## Struttura del cartone
La serie descrive le avventure di Balin, un topolino che vive nelle fogne di un determinato luogo, a seconda dei vari episodi. Grazie alla sua spontaneità, riesce ad ottenere quello che serve per sopravvivere o divertirsi sia dentro che fuori dal suo habitat.